# 2017 год в Израиле
События 2017 года в Израиле.

## Действующие лица
- Президент — Реувен Ривлин
- Премьер-министр — Биньямин Нетаньяху
- Правительство Израиля — 34-е правительство Израиля
- Председатель Верховного суда — Мириам Наор до 26 октября, Эстер Хают
- Начальник Генерального штаба — Гади Эйзенкот.

## События

### Январь
- 8 января — автомобильный теракт в Иерусалиме.

### Февраль
- 6 февраля — Кнессет принял Закон о регулировании поселений в Иудее и Самарии[англ.] (60 против 52).

### Март
- 15 марта — Сборная Израиля по бейсболу[англ.] заняла 6-е место на международном турнире по бейсболу World Baseball Classic[англ.] (на начало соревнований 41 место)
- 17 марта — израильско-сирийский инцидент[англ.]

### Апрель
- 14 апреля — ножевой теракт в иерусалимском трамвае[англ.].

### Май
- 13 мая — Имри Зив представляет Израиль на конкурсе песни «Евровидение» с песней I Feel Alive[1]
- 15 мая — Открытие Израильской радиовещательной корпорации со станциями Кан 11 и Макан 33[англ.].
- 22 мая — Президент США Дональд Трамп посещает Стену Плача[2]
- 24 мая — Празднование 50- летия праздника День Иерусалима.

### Июнь
- 4 июня — Открытие медицинского центра Ассута Ашдод.
- 16 июня — Теракт в Иерусалиме[англ.] (третий в этом году, часть израильско-палестинского конфликта, связанная с деятельностью ИГИЛ[англ.])
- 24 июня — старт Финала четырёх Израильской баскетбольной Суперлиги 2017[англ.].

### Июль
- 4-17 июля — В Маккабиаде 2017 принимают участие 10 000 спортсменов из Израиля и еврейских общин со всего мира, соревнующихся в 45 видах спорта[3]
- 14 июля — Стрельба на Храмовой горе
- 21 июля — ножевой теракт в Халамише[англ.], часть Кризиса на Храмовой горе 2017[англ.]
- 23 июля — нападение на посольство Израиля в Аммане.[англ.]

### Август
- 2 августа — 2017 г. Нападение в Явне[англ.]
- 19 августа — Израиль на Летней Универсиаде 2017[англ.]
- 31 августа — Израиль принимает Евробаскет-2017, группа B.

### Декабрь
- 6 декабря — Белый дом объявляет, что Дональд Трамп официально признает Иерусалим столицей Израиля[4]

## Умершие
- 1 января — Яаков Неэман (род. 1939), юрист и политик, бывший министр юстиции и министр финансов.
- 13 января — Ари Рат[англ.] (род. 1925), журналист, бывший редактор газеты The Jerusalem Post
- 22 января — Моше Гершуни (род. 1936), художник и скульптор
- 5 февраля — Гила Гольдштейн (род. 1947), актриса, певица и активистка
- 2 марта — Давид Рубингер (род. 1924 г.р.), фотограф, сделавший знаменитую фотографию израильских десантников у Стены Плача.
- 24 марта — Авраам Шарир (род. 1932), политик, министр.
- 1 мая —Исраэль Фридман[англ.] (род. 1923), израильский раввин румынского происхождения.
- 23 июля — Амир Фришер Гутман[англ.] (1976 г.р.), певец и активист по защите прав геев, погиб, спасая свою племянницу от утопления.